# Hannovers voetbalkampioenschap 1906/07
In 1906/07 werd het vierde Hannovers voetbalkampioenschap gespeeld, dat georganiseerd werd door de Noord-Duitse voetbalbond, die het overnam van de Hannoverse voetbalbond. Hannoverscher FC 96 werd kampioen en plaatste zich voor de Noord-Duitse eindronde. De club verloor in de eerste ronde van FC Eintracht Braunschweig. 
De uitslagen in de competitie zijn niet meer bekend.

## Eindstand
| Plaats | Club                       | Wed. | W | G | V | Saldo | Ptn |
| ------ | -------------------------- | ---- | - | - | - | ----- | --- |
| 1.     | Hannoverscher FC 96        |      |   |   |   |       |     |
| 2.     | FC Eintracht 1898 Hannover |      |   |   |   |       |     |
| 3.     | BV Hannovera 1898          |      |   |   |   |       |     |

|  | Kampioen |